# NEW FRONTIER (手越祐也のアルバム)
『NEW FRONTIER』(ニューフロンティア)は、手越祐也の1枚目のフル・アルバム。2021年12月22日にフォーライフミュージックから発売された。

## 概要
- CDは初回生産限定盤(品番：FLCF-4526)、通常盤(品番：FLCF-4527)の2形態で発売。
- 作家陣も海外からはノルウェーやLAのクリエイター、日本からは人気ボカロPから新人作家まで色とりどりの楽曲を収録。全12曲を全形態共通で収録。[1]
- ジャケットやブックレットの撮影は下村一喜、アートディレクションは鈴木利幸が手掛けた。[2]
- 初回限定生産盤には特典62Pブックレットを付属。
- 初回生産限定盤・通常盤の初回生産分に3種類のステッカーのうち1種類がランダム封入。
- CDショップ別の予約者・購入者対象のオリジナル特典
  - TOWER RECORDS全店(オンライン含む/一部店舗除く)　B2スペシャルポスター
  - TSUTAYA RECORDS(一部店舗除く)/ TSUTAYAオンラインショッピング　A4クリアファイルA
  - Amazon.co.jp　メガジャケ
  - HMV全店(HMV＆BOOKS online含む/一部店舗除く)　A2ポスター A
  - WonderGOO/新星堂 (一部店舖除く) および新星堂WonderGOOオンライン　A2ポスター B
  - 楽天ブックス　A4クリアファイル B
  - セブンネットショッピング　A4クリアファイル C
  - 応援店　B2告知ポスター

## 収録曲
初回盤、通常盤、デジタル配信共通
1. ARE U READY - [4:34]
作詞：timiD、作曲：timiD
  - ゲーム「荒野行動」2021荒野CHAMPIONSHIPオリジナルテーマソング
2. Hello!! - [3:33]
作詞：17、作曲：17, Philmills
3. LUV ME, LUV ME - [3:19]
作詞：ame、作曲：Einar Eriksen Kvaløy, Simen Moxness Berg, Henrik Heaven
4. Venus Symphony - [4:11]
作詞：17、作曲：17, RICKY.I
5. シナモン - [4:11]
作詞： 小林未奈、作曲：小林未奈／松本京介
6. 七色エール - [4:14]
作詞・作曲：17
7. ONE LIFE - [5:21]
作詞：jam、作曲：松本俊明、編曲：武部聡志
8. Snow White - [4:27]
作詞：藤原隆之・松本サトシ、作曲：松本サトシ
9. ウインク - [4:04]
作詞・作曲：すりぃ
10. HONEYYY - [3:05]
作詞：miko、作曲：Daniel Powter, Masanori Takumi
11. LOVE SENSATION - [3:32]
作詞：ucio、作曲：SiZK, Stephen MacNair
12. モガケ！ - [4:36]
作詞・作曲：17

## 発売キャンペーン概要
- 購入者応募特典として、初回盤、通常盤どちらにも封入されている専用応募ハガキがあり、応募した中から抽選で「手越祐也着用衣装」、「直筆サイン入り写真」などのプレゼントキャンペーンを開催。
- 全国のファミリーマート(一部店舗を除く)にて、2022年の全国ツアー告知ポスターを掲載。
- タワーレコード全店(オンライン、カフェ除く)表紙・中面で撮り下ろしカットを使用の別冊TOWER PLUS+発行。
- タワーレコード全店 コラボキャンペーン
  - コラボポスターを全店で掲示。
  - 購入者に手越祐也直筆サイン入りメッセージが印刷された特別レシートのお渡し。
- TSUTAYAコラボキャンペーン
  - 「Tカード(手越祐也)」の発行およびカードケース(2種類)の販売。
  - 全国のTSUTAYAの一部店舗でTカード販売告知ポスター掲示。
- SHIBUYA TSUTAYA、タワーレコード アリオモール蘇我店で衣装展開催。
- 「手越祐也✕下村一喜　フォトパネル展」を主要CDショップ開催。
  - タワーレコード郡山店・新宿店・渋谷店・アリオモール蘇我店・名古屋近鉄バッセ店・大阪梅田NU茶屋町店、SHIBUYA TSUTAYA
  - 開催店舗にてアルバム購入の方に抽選でパネル展にて展示されたパネルをプレゼント。
- JOY SOUND コラボ企画

## チャート成績

### アルバムチャート順位
- オリコンチャート
  - 初週12,828pt、2022年1月3日付「週間合算アルバムランキング」で週間7位獲得。
  - 初週売上11,553枚、2022年1月3日付「週間アルバムランキング」で週間8位獲得。
  - 初週929ダウンロード、2022年1月3日付の「週間デジタルアルバムランキング」で週間7位獲得。
- Billboard JAPAN
  - 2021年12月29日公開の「Billboard Japan Hot Albums」で週間8位獲得。
  - 初週売上11,591枚、2021年12月29日公開の「Billboard Japan Top Albums Sales」で週間8位獲得。
  - 初週760ダウンロード、2021年12月29日公開の「Billboard Japan Download Albums」で週間7位獲得。

## ツアー
本作を引っ提げたライブツアー『手越祐也 LIVE TOUR 2022 NEW FRONTIER』が、2022年1月29日から3月3日まで全国7か所12公演で開催。